# РоГоПаГ
«РоГоПаГ» (італ. Ro.Go.Pa.G.) — фільм, що складається з чотирьох окремих короткометражних фільмів, кожен з яких знятий одним з чотирьох режисерів: італійцями Росселліні, Пазоліні і Грегоретті, а також французом Годаром.

## Сюжет

### Цнота (Illibatezza)
Режисер: Роберто Росселліні
Розповідь про стюардесу, до якої чіпляється настирливий американець із маніякально-психопатичними нахилами напідпитку. Випадково вони зупиняються в одному і тому ж готелі. Удома у стюардеси є наречений, якому вона надсилає відеозаписи, зроблені портативною кінокамерою.

#### У ролях
| Актор               | Роль       |
| ------------------- | ---------- |
| Розанна Ск'яффіно   | Анна-Марія |
| Брюс Балабан        | Джо        |
| Марія Піа Ск'яффіно | стюардеса  |

### Новий світ (Il Nuovo mondo)
Режисер: Жан-Люк Годар
Історія молодої закоханої пари у Парижі. Несподівано відбувається апокаліптичний атомний вибух у небі над містом, який газети назвали нешкідливим. У результаті пост-апокаліптичний світ мало чим зовні відрізняється від попереднього, зміни відбуваються тільки в людях, які поглинають велику кількість пігулок, діють супроти логіки, і стають механізованими в мисленні. Головний герой, побоюючись і самому стати незабаром таким же внаслідок глобальних змін, що відбуваються після вибуху, занотовує свої спостереження і думки до зошита.

#### В ролях
| Актор             | Роль       |
| ----------------- | ---------- |
| Жан-Марк Борі     | Husband    |
| Александра Стюарт | Александра |

### Овечий сир (La Ricotta)
Режисер: П'єр Паоло Пазоліні
Дія епізоду відбувається на кінозйомках сцен розп'яття Христа. Бідняк-актор з масовки, що виконує роль другого злодія (розіпнутого разом з Христом), віддає їжу своїй сім'ї. Після цього, увесь знімальний день відчуваючи страждання від відчуття голоду (його акторський провіант краде дворняжка), він нарешті вгамовує голод купленим завдяки щасливому випадку овечим сиром і хлібом. Знімальна група, що застала його за трапезою, потішається над бідолахою, підкидаючи йому дедалі більше їжі, примушуючи голодного обжиратися собі на потіху. Після цього, коли на зйомках він змушений бути «розіпнутим» на хресті, він помирає. У цьому фільмі Пазоліні викриває сучасне суспільство — зовні християнське, але по суті лицемірне і святенницьке, готове допомогти біднякові лише у тому випадку, якщо це приносить задоволення самим «благодійникам».

#### В ролях
| Актор           | Роль            |
| --------------- | --------------- |
| Орсон Уеллс     | «Режисер»       |
| Маріо Чіпріані  | Страцці         |
| Лаура Бетті     | «Примадонна»    |
| Едмонда Альдіні | Інша примадонна |
| Етторе Гарофоло | Ангел           |

### Вільне курча (Il Pollo ruspante)
Режисер: Уго Грегоретті
Епізод порушує тему впливу реклами і економічних стратегій на споживачів. Лектор з раком горла — старий фахівець з бізнесу, робить доповідь про споживачів і нові семантичні умови життєвого середовища. Сатиричною ілюстрацією доповіді служить сімейна пара з двома дітьми в автомобілі.

#### В ролях
| Актор           | Роль                 |
| --------------- | -------------------- |
| Уго Тоньяцці    | Тоґні, батько родини |
| Ліза Гастоні    | Дружина Тоґні        |
| Ріккі Тоньяцці  | Син                  |
| Антонелла Тайто | Донька               |